# Shemar Turner
Shemar Turner (DeSoto, 14 gennaio 2003) è un giocatore di football americano statunitense che milita nel ruolo di defensive tackle per i Chicago Bears della National Football League (NFL).

## Carriera universitaria
Nella sua prima partita a Texas A&M nel 2021, Turner mise a segno 4 tackle e 1,5 sack. Chiuse l'annata con 9 placcaggi in 8 partite. L'anno seguente disputò 11 partite come titolare, facendo registrare 32 tackle e 1,5 sack. Nel 2023 disputò 12 partite come titolare, con 33 tackle e 6 sack, venendo inserito nella seconda formazione ideale della Southeastern Conference.. Prima della stagione 2024 annunciò che avrebbe fatto ritorno per un ultimo anno a Texas A&M.

## Carriera professionistica

### Chicago Bears
Turner fu scelto nel corso del secondo giro (62º assoluto) del Draft NFL 2025 dai Chicago Bears.